# 김상협
김상협(金相浹, 1920년 4월 20일 ~ 1995년 2월 21일)은 대한민국의 교육인, 정치인이다. 고려대학교 총장, 제11대 문교부 장관을 지냈으며 제16대 국무총리이다. 호는 남재(南齋).

## 생애
전라북도 부안군 줄포에서 삼양그룹을 창업한 기업인 김연수의 둘째 아들로 태어났다. 독립운동가 겸 교육자, 정치인 인촌 김성수는 그의 백부였다. 그의 나이 4살 때 부안군 줄포에서 경성(후일의 서울특별시)으로 이사해 왔다.
일본에 유학하여 1940년 일본 야마구치고등학교를 거쳐 1942년 도쿄 대학 법학부 정치학과에 입학했다.
1946년 고려대학교 정경대 조교수가 된 후 부교수·교수를 지냈으며, 고려대학교 교수 재직 중 1949년 고시위원회 상무위원직을 겸직했다. 1956년에는 단국대학교 부속대학 통신교육부 교수로 파견되어 강의하였다. 이후 다시 고려대로 복귀했으며, 1960년 3월 19일 학술원회원에 선출되었다. 1962년 문교부 장관이 되었다. 1963년에 고려대학교 정경대 교수로 복직하여 1970년까지 재직하였다. 1965년에는 한일협정 반대에 동참하였다. 1967년 동아일보사 이사, 1970년부터 1975년까지와 1977년부터 1982년까지 고려대학교 총장을 두 차례 역임하였다.
1980년 국가보위입법회의 의원이었다. 제5공화국에서 1982년 총리서리로 지명되었다가 1982년부터 1983년까지 제16대 국무총리를 역임하였다. 1983년 9월 23일 서울 어린이대공원에서 열린 고하 송진우동상 제막에 참석하였다.
1984년 국정자문회의 자문위원에 임명되었으며, 1985년 1월 17일 연세대학교 강당에서 열린 백낙준의 추모 예배에 참석하였다. 1985년부터 1991년까지 대한적십자사 총재를 지냈다. 1979년 12월 21일 연암문화재단 감사패 등을 수상했다. 1994년 고하송진우 기념사업회 출범과 동시에 고하기념사업회 이사에 선임되었다. 1995년 심장질환으로 사망하였다.

## 상훈
- 1971년 2월 - 서울 경복고등학교 명예 졸업장
- 1979년 12월 21일 - 연암문화재단 감사패

## 가족 관계
- 부인 : 김인숙(金仁淑, 1924년 ~ ?)
  - 1남 3녀

## 같이 보기
- 전두환
- 최규하
- 제4공화국
- 최규하 정부
- 제5공화국
- 정웅
- 고건
- 정래혁
- 장세동

## 참고 자료
- “역대정부부처 장차관 - 교육인적자원부”. 동아일보. 2007년 8월 7일에 원본 문서에서 보존된 문서. 2008년 3월 28일에 확인함.

| 전임 김상협(서리) | 제16대 국무총리 1982년 9월 21일 ~ 1983년 10월 14일 | 후임 진의종(서리) |

| 전임 문희석 | 제11대 문교부 장관 1962년 1월 9일 ~ 1962년 10월 14일 | 후임 박일경 |

| 전임 이종우 | 제6대 고려대학교 총장 1970년 10월 ~ 1975년 4월 | 후임 차락훈 |

| 전임 차락훈 | 제8대 고려대학교 총장 1977년 8월 ~ 1982년 6월 | 후임 김준엽 |

| 전임 유창순 | 제10대 대한적십자사 총재 1985년 8월 ~ 1991년 8월 | 후임 강영훈 |